# Edmundo Villani-Côrtes
Edmundo Villani-Côrtes (Juiz de Fora, 8 de novembro de 1930) é um pianista, maestro, arranjador e compositor brasileiro.
Em 1990, ganhou o prêmio Melhores de 1989, pela Associação Paulista de Críticos de Arte (APCA), por sua apresentação do Ciclo Cecília Meireles, o qual foi considerado a melhor composição erudita vocal daquele ano.